# Menarca
Menarca é o primeiro ciclo menstrual, ou o primeiro sangramento menstrual, em seres humanos do sexo feminino. Sob perspectivas social e médica, costuma ser considerado o evento central da puberdade feminina, pois indica a possibilidade de fertilidade. Meninas apresentam menarca em idades variadas, sendo 12 anos a mais comum. Considera-se normal que ocorra entre 9 e 14 anos no Ocidente.
O momento da menarca é influenciado pela biologia feminina, além de fatores genéticos, ambientais e nutrição. A idade média da menarca vem diminuindo no último século, mas a intensidade dessa queda e seus determinantes ainda geram debate. A média mundial é difícil de estimar com precisão, varia segundo região geográfica, raça, etnia e outras características, ocorrendo majoritariamente entre 8 e 16 anos, com pequena parcela até os 10 anos e a maioria até 14.
Há idade mais tardia em populações asiáticas comparadas ao Ocidente, mas também tem mudado com o tempo. Por exemplo, estudo coreano de 2011 mostrou média geral de 12,7 anos, com cerca de 20% antes dos 12 anos e mais de 90% aos 14. Pesquisa chinesa de 2014 publicada em Acta Paediatrica mostrou resultados semelhantes (média de 12,8 anos em 2005 reduzida a 12,3 em 2014) e tendências similares em etnia, cultura e ambiente. No Canadá, a média foi de aproximadamente 12,7 anos em 2001, e 12,9 no Reino Unido. Estudo em Istambul em 2011 encontrou mediana de 12,7 anos. Nos Estados Unidos, análise de 10.590 mulheres de 15 a 44 anos da pesquisa 2013–2017 do CDC apontou mediana de 11,9 anos (ante 12,1 em 1995) e média de 12,5 anos (ante 12,6).

## Fisiologia

### Puberdade
Menarca é resultado de processos fisiológicos e anatômicos da puberdade:
- Alcance de percentual de gordura corporal suficiente (tipicamente cerca de 17% da massa total).[11]
- Desinibição do gerador de pulso de GnRH no núcleo arcuato do hipotálamo.[12]
- Secreção de estrogênio pelos ovários em resposta a hormônios da hipófise.
- Em 2 a 3 anos, o estrogênio estimula crescimento do útero e das mamas, aumento de estatura, alargamento da pelve e maior depósito de tecido adiposo regional.
- Estímulo do crescimento e vascularização do endométrio.
- Flutuações hormonais podem alterar o suprimento sanguíneo ao endométrio.
- Morte de parte do endométrio por variações hormonais ou de fluxo leva à descamação com sangue, que sai pela vagina no fluxo menstrual.
- Menarca não é dolorosa e ocorre sem aviso.[12]
- O menstruo, ou fluxo, consiste em sangue fresco e coagulado com tecido endometrial. O fluxo pode ser escasso, limitando-se a um pequeno sangramento. Como em outras menstruações, pode haver cólicas abdominais inferiores.[12]

### Relação com a fertilidade
Para a maioria, menarca não indica ovulação. No primeiro ano pós-menarca, cerca de 80% dos ciclos são anovulatórios, 50% no terceiro e 10% no sexto ano. A ovulação regular costuma se manifestar por intervalos e padrões de fluxo consistentes. A ovulação contínua exige em geral pelo menos 22% de percentual de gordura corporal.
Nem todas seguem esse padrão: algumas ovulam antes da primeira menstruação. Apesar de raro, é possível que menina que teve relação sexual pouco antes da menarca conceba e fique grávida, postergando a menarca até após a gestação.
Idade mais jovem de menarca não se correlaciona com idade precoce de primeira relação sexual.

### Início
Quando ocorre menarca, confirma-se que o útero (especialmente o endométrio) cresceu sob ação do estrogênio e que o canal de saída (do colo do útero à vagina) está aberto.
Na menarca, o fluxo pode variar de leve a intenso por 3–7 dias. A cor varia de vermelho vivo a marrom; ambas normais. O período pode ser leve ou abundante.
Em casos raros, menarca ocorre muito cedo, antes da telarca e outros sinais de puberdade. Isso é chamado de menarca isolada prematura, mas outras causas de sangramento vaginal devem ser investigadas. Menarca isolada prematura raramente é sinal inicial de puberdade precoce.[carece de fontes?]
Ausência de menarca por mais de três anos após a telarca, ou além de 15 anos, é chamada de amenorreia primária.

### Tempo

#### Doença crônica
Algumas doenças crônicas podem atrasar a menarca, como diabetes mellitus tipo 1, fibrose cística, asma, doenças inflamatórias e doença celíaca não tratada, entre outras. Às vezes exames não identificam causa e se diagnostica atraso constitucional do crescimento.

#### Condições e estados patológicos
Estudos observaram associação entre época da menarca e certas doenças. Alguns indicam relação entre menarca precoce ou tardia e doença cardiovascular, embora o mecanismo seja pouco claro. Revisão sistemática concluiu que menarca precoce é fator de risco para resistência à insulina e câncer de mama.
Evidências conflitantes ligam obesidade e época da menarca; meta-análise concluiu que mais estudos são necessários.

#### Efeitos do estresse e do ambiente social
Fatores associados a menarca mais precoce incluem:
- Ser não branca (no Reino Unido);[26]
- Ter pré-eclâmpsia intrauterina;[26]
- Ser criança única;[26]
- Baixo peso ao nascer;[26]
- Não ter sido amamentada;[26]
- Exposição ao tabaco;[26]
- Relacionamentos familiares de alto conflito;[27]
- Falta de exercícios na infância.[26]

Pesquisas sobre estresse infantil mostram que condições graves tendem a atrasar a puberdade, efeito agravado por nutrição inadequada. Evidências são mistas quanto a estresses leves acelerarem a puberdade feminina, conforme teoria da história de vida.
Compreensão desses efeitos é incompleta:
- A maioria dessas associações vem de estudos epidemiológicos. Associação estatística não implica causalidade e variáveis secundárias podem explicar resultados.
- Interpretações são politicamente controversas e podem refletir vieses.
- Correlação não implica causalidade. Por exemplo, puberdade precoce pode causar estresse infantil reconhecido depois, e não o contrário.[29]

#### Alterações na época da idade média

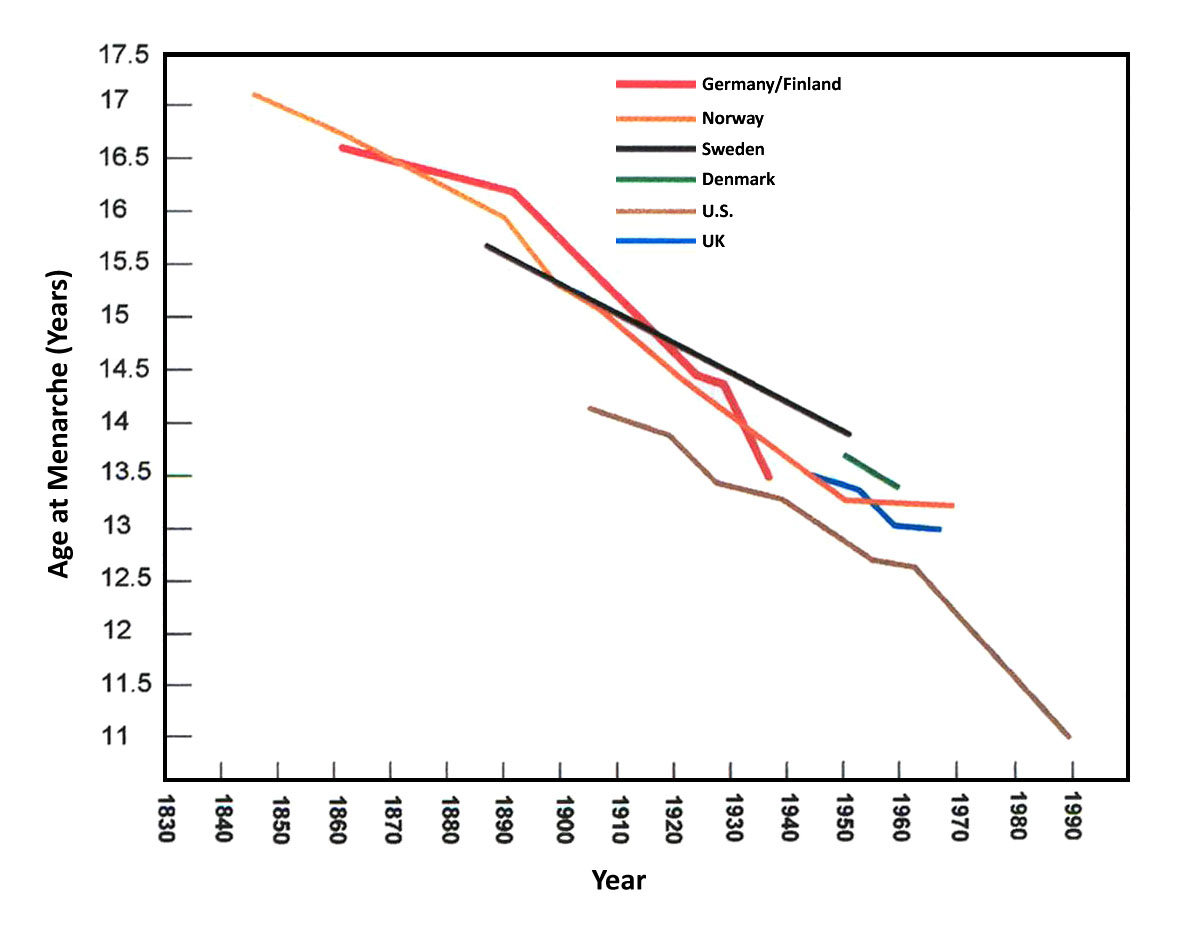
Tendência secular de diminuição da idade da menarca em meninas da Europa Ocidental e América do Norte; Boaz (1999)

Havia poucos estudos sistemáticos antes da segunda metade do século XX. Estimativas antigas baseavam-se em amostras pequenas ou lembrança de mulheres adultas, suscetíveis a erro. A maioria concorda que a idade média caiu, mas motivos e magnitude ainda são estudados.
Do século VI ao XV na Europa, a menarca ocorria em média aos 14 anos, entre 12 e 15. No início do século XX, a média passou de 14–15 para 12–13 anos; no século XIX era 16–18 anos. Pesquisa norte-americana relatou queda de 2–3 meses da década de 1970 à de 1990. Em 2011, estudo mostrou que cada aumento de 1 kg/m2 no IMC infantil eleva em 6,5% o risco absoluto de menarca precoce (<12 anos). Esse fenômeno é chamado tendência secular.
Em 2002, menos de 10% das meninas dos EUA menstruaram antes dos 11 anos, e 90% já menstruavam aos 13,75 anos, com mediana de 12,43 anos, apenas 0,3 anos a mais cedo que em 1973. Meninas afro-americanas tiveram menarca mais precoce que brancas, enquanto mexicanas não hispânicas foram levemente mais precoces que brancas.

## Sociedade e cultura
A menstruação é fenômeno científico e cultural, com rituais, normas sociais e leis religiosas associadas, iniciados na menarca ou em cada ciclo. Esses rituais marcam a passagem de menina a mulher.
Pesquisadora canadense Niva Piran afirma que a menarca, ou idade média aparente da puberdade, em muitas culturas separa meninas de atividades com meninos e inicia a transição à vida adulta. Por exemplo, pós-menarca meninas competem em hóquei de campo, enquanto meninos jogam hóquei no gelo.

### Cerimônias celebrativas

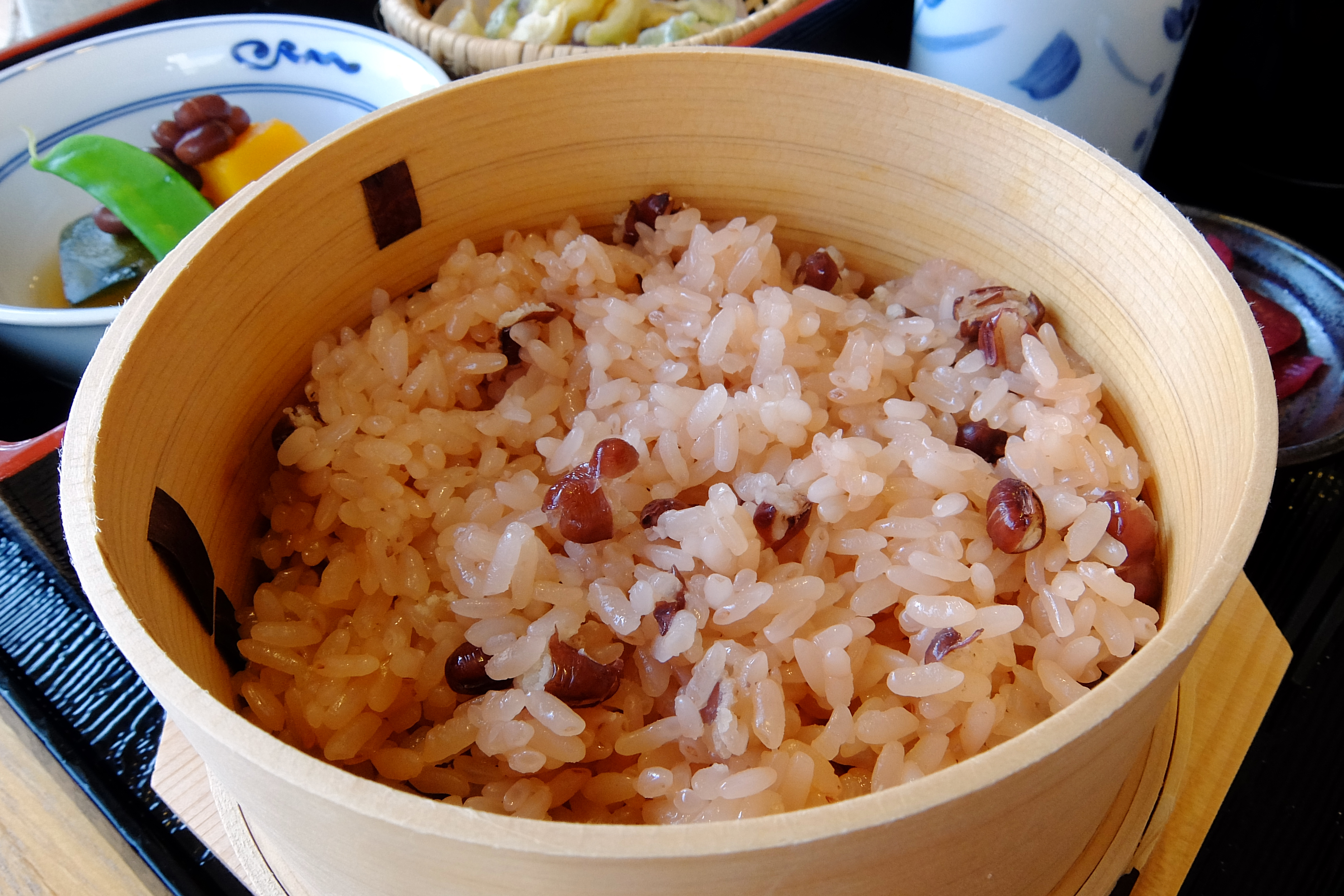
Sekihan, prato tradicional japonês de arroz glutinoso com feijão azuki, às vezes servido após a menarca.

Algumas culturas realizam festas ou celebrações para a menarca, no passado ou hoje.

#### Passado
No Japão antigo, quando uma garota tinha primeira menstruação, a família celebrava com arroz vermelho e feijão ('secijan'), sem simbolismo sanguíneo. O arroz vermelho era raro e mantido em segredo até o momento de servir.

#### Presente
Em comunidades hindus do Sul da Índia, há cerimônia especial chamada Ruthu Sadangu; nesse momento as jovens começam a usar sari de duas peças.
Em Marrocos, a família faz festa, presenteia a garota com dinheiro e presentes. A Quinceañera na América Latina é similar, mas marca os 15 anos em vez da menarca.
Para os Mescalero apaches, a cerimônia da menarca é ritual mais importante. Anualmente, evento de oito dias celebra meninas que menstruaram no ano; dias divididos entre festas e cerimônias privadas refletindo novo status.
Nos Estados Unidos, escolas públicas ensinam educação sexual sobre menstruação e menarca entre quinto e oitavo ano. Em sociedades industrializadas, a menstruação é assunto privado.

### Rituais de purificação
Tribo Ulithi em Micronésia chama menarca de kufar. Menina vai à casa menstrual, onde a banham e recitam feitiços. Retorna ao local a cada menstruação. Pais constroem cabana privada para ela viver até o casamento.
No Sri Lanka, astrólogo estuda alinhamento estelar na menarca para prever o futuro. Mulheres da família fazem banho ritual, depois festa onde a garota veste branco e recebe presentes.
Na Etiópia, mulheres Beta Israel eram isoladas em cabanas menstruais na menarca e em cada ciclo, pois o sangue era visto como impuro. As vilas ficavam perto de água para limpeza.
Na Índia, prática de purdah em algumas comunidades separa mulheres na menstruação e obriga uso de vestes que cubram a pele.
Na Austrália, indígenas oferecem love magic à menina. Ela aprende a feminilidade com outras mulheres. Mãe constrói cabana menstrual para o ciclo; cabana é queimada e a menina banhada no rio. Depois retorna casada.
Na Nigéria, etnia Tiv faz escarificação de quatro linhas no abdome das meninas na menarca, simbolizando fertilidade.

### Rituais de força
Navajo realizam kinaalda, em que meninas demonstram força em corridas. Preparam mingau de milho para a tribo. Meninas em menarca vestem roupas especiais e penteiam-se como a deusa Mudança-da-Mulher.
Os Nuu-chah-nulth (Nootka) valorizam resistência física. Na menarca, menina é levada ao mar e deve nadar de volta.

## Filmes, TV e romances
Meninas em primeiro período aparecem em filmes de formação, como A Lagoa Azul (1980), A Companhia dos Lobos (1984), An Angel at My Table (1990), Minha Garota (1991), Return to the Blue Lagoon (1991), Eve’s Bayou (1997) e A Walk on the Moon (1999). Menarca é tema de episódio da série animada Baymax! (2022), em que robô de saúde ajuda garota no primeiro período.
No filme de horror Carrie (1976), adaptação do romance de Stephen King Carrie, protagonista Carrie White menstrua após aula de ginástica, entra em pânico e é intimidada pelas colegas. A menarca libera seus poderes telecinéticos, causando destruição. Tema similar em Ginger Snaps (2000), onde primeira menstruação desencadeia transformação em lobisomem. Em Turning Red (2022), transformação em panda reflete puberdade, embora a personagem ainda não menstrue.
Um dos romances middle reader mais conhecidos nos EUA e Canadá sobre o ano antes da menarca (1970–1990) é Are You There God? It's Me, Margaret (1970), de Judy Blume.